# 1027

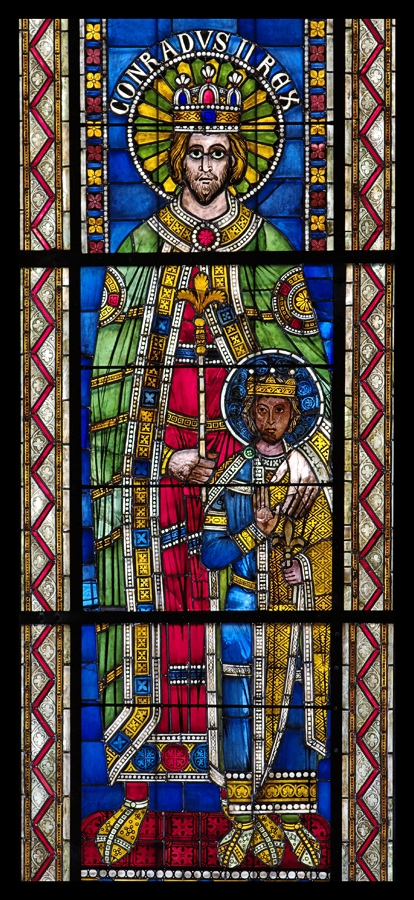
Koning Koenraad II laat zijn zoon Hendrik I (rechts) tot medekoning van Frankrijk kronen.

Het jaar 1027 is het 27e jaar in de 11e eeuw volgens de christelijke jaartelling.

## Gebeurtenissen

### Europa
- 26 maart - Koning Koenraad II ("de Saliër") en zijn vrouw Gisela van Zwaben worden in Rome tot keizer en keizerin van het Heilige Roomse Rijk gekroond door paus Johannes XIX in de Oude Sint-Pietersbasiliek. Tijdens de kroning zijn aanwezig Knoet II ("de Grote"), koning van Engeland, Denemarken en Noorwegen, Rudolf III, koning van Bourgondië, en ruim 70 andere hooggeplaatste geestelijken – waaronder de aartsbisschoppen van Keulen, Maagdenburg, Mainz, Milaan, Ravenna, Salzburg en Trier. De aanwezigheid van Knoet is de bevestiging dat hij door zijn onderdanen erkend wordt als alleenheerser over het Scandinavische Rijk.[1]
- 14 mei - Koning Robert II ("de Vrome") sluit een compromis met zijn opstandige zonen. De 19-jarige Hendrik I wordt tot medekoning van Frankrijk gekroond in de Kathedraal van Reims, maar hij heeft weinig macht om te regeren. Robert benoemd zijn jongste zoon Robert I tot hertog van Bourgondië, enkele Franse edelen proberen chaos te veroorzaken binnen het Capetiaanse huis om de monarchie te verzwakken.[2]
- 6 augustus - De 20-jarige Richard III, hertog van Normandië, overlijdt (mogelijk vergiftigd) en wordt opgevolgd door zijn broer Robert I ("de Duivel"). Hij confisqueert op grote schaal kerkelijke bezittingen en verdeelt deze onder zijn vazallen om hun trouw te verzekeren. Hierdoor komt Robert in conflict met de bisschop van Bayeux en zijn oom Robert de Deen, aartsbisschop van Rouen.[3]
- Herfst - Sergius IV, hertog van Napels, schenkt het graafschap Aversa aan Normandische huurlingen onder leiding van Rainulf Drengot, die hem steunen in de oorlog tegen Capua. De schenking van Aversa aan Rainulf wordt beschouwd als het begin van de verovering van Zuid-Italië door de Normandiërs.[4]

### Religie
- Bernold (of Bernulf) wordt door Koenraad II ("de Saliër") benoemd tot bisschop van Utrecht. Onder Bernold bereikt het wereldlijk gezag van het bisdom van Utrecht zijn grootste omvang.[5]

## Geboren
- Ernst I ("de Strijdbare"), markgraaf van Oostenrijk (overleden 1075)
- Svjatoslav II, grootvorst van het Kievse Rijk (overleden 1076)
- Victor III, paus van de Katholieke Kerk (overleden 1087)[6]
- Willem de Veroveraar, koning van Engeland (overleden 1087)

## Overleden
- 11 april - Diederik I, hertog van Opper-Lotharingen (r. 978 - 1027)
- 19 juni - Romualdus, Italiaans abt, adviseur en kloosterstichter[7]
- 6 augustus - Richard III, hertog van Normandië (r. 1026 - 1027)
- 16 augustus - George I, koning van Georgië (r. 1014 - 1027)
- Hippolytus (of Hipolit), Pools edelman en aartsbisschop[8]